# Mattias Gardell

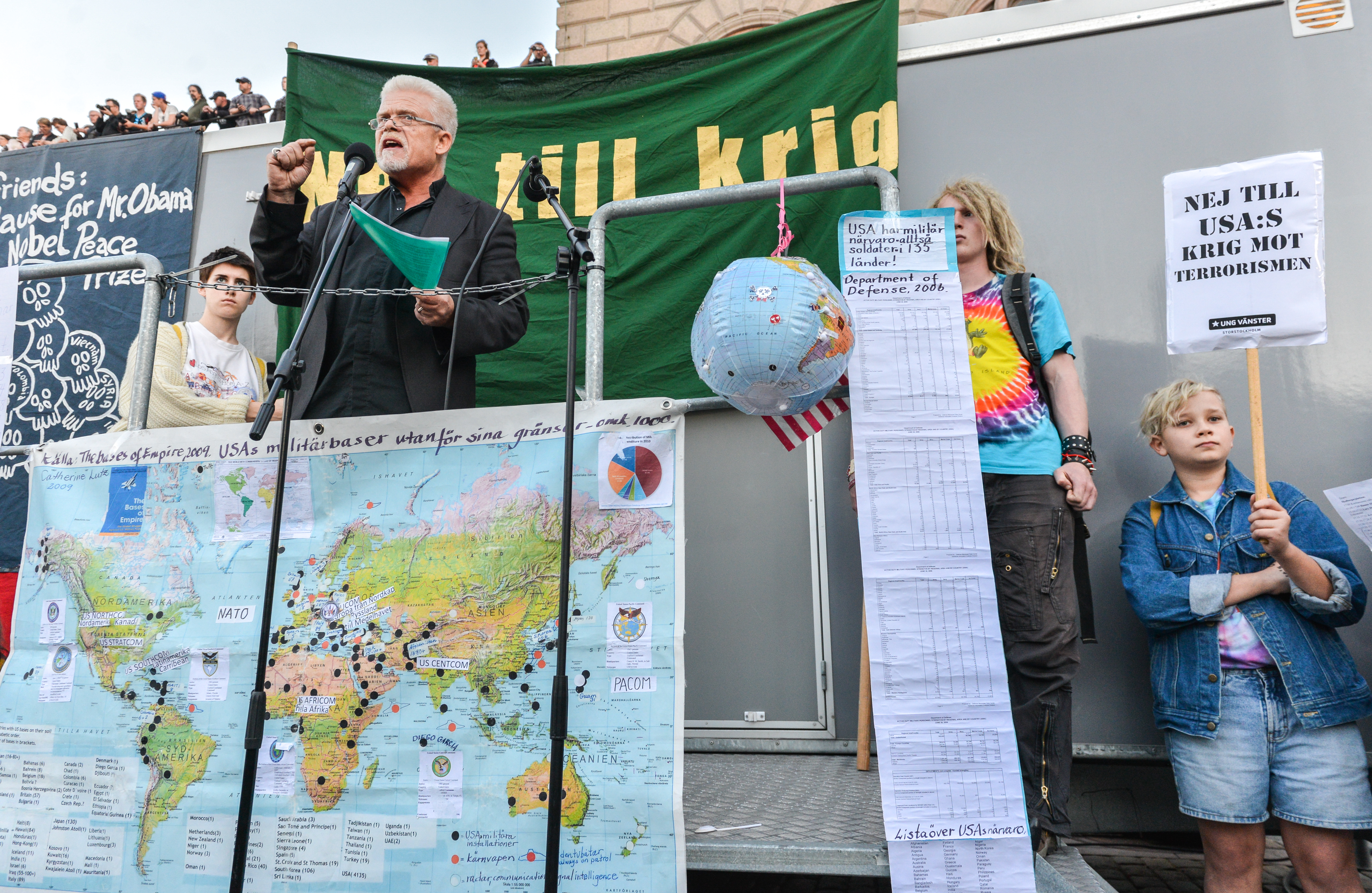
Mattias Gardell i talarstolen på Mynttorget i Stockholm den 4 september 2013 med anledning av president Obamas besök i staden.

Hans Bertil Mattias Gardell, född 10 augusti 1959 i Solna, Stockholms län, är en svensk religionshistoriker. Han är den nuvarande innehavaren av Nathan Söderbloms professur i jämförande religionsvetenskap vid Uppsala universitet och vetenskaplig ledare för Centrum för mångvetenskaplig forskning om rasism vid Uppsala universitet. Mattias Gardell är också den förste mottagaren av Jan Myrdals stora pris – Leninpriset 2009.

## Familj
Gardell är gift med idéhistorikern Edda Manga.

## Utbildning och forskning
Gardell inledde studier i antropologi och religionshistoria vid Stockholms universitet 1984, avlade filosofie doktorsexamen i religionshistoria 1995 och blev docent 1999. Hans avhandling, Countdown to Armageddon (1995), behandlar svart nationalistisk islam i USA med fokus på den afroamerikanske ledaren Louis Farrakhan och dennes organisation Nation of Islam. Från 1 juli 2006 är han innehavare av Nathan Söderbloms professur i jämförande religionsvetenskap vid Uppsala universitet.
Rasrisk (1998, nyutgåva 2003) handlar om två nationalistiska rörelser i USA: den svartmuslimska rasradikala organisationen Nation of Islam och vita rasradikala rörelser, bland annat Aryan Nations och Ku Klux Klan. Nyutgåvan från 2003 har ett  extra kapitel om situationen efter terroristattackerna i USA den 11 september 2001.
Gardells forskning har rört spänningsfältet religion och politik inom områden som politisk islam, vit religiös rasism, nyhedendom och satanism, religion och globalisering, nyandlighetens politiska dimensioner, självmordsattentat, politisk religion och våldskultur.
Bland hans publikationer återfinns bland annat In the Name of Elijah Muhammad (1996), Rasrisk (2003), Gods of the Blood (2003), Bin Ladin i våra hjärtan (2005), Tortyrens återkomst (2008) och Islamofobi (2010).
År 2007 fick Gardell i uppdrag av Allmänna arvsfonden att utvärdera trettio projekt som fonden finansierat mellan 1994 och 2006. Rapporten presenterades i maj 2010.

### Folkhemsislamism
Mattias Gardell betecknar en ideologi inom den moderna islamistiska rörelsen som betonar islams påbud om jämlikhet och social rättvisa, som "folkhemsislamism". Begreppet härrör från hans skrift Folkhemsislamism: islamdemokrati som biopolitisk maktordning (2011).

#### Kritik av begreppets användning
Gardell har kritiserats av terrorismforskaren Magnus Ranstorp för att han, i sin bok Bin Ladin i våra hjärtan (2005), beskrivit den egyptiske muslimske predikanten Yusuf al-Qaradawi som en företrädare för wasatteya ("den islamiska mittfåran"). Religionsvetaren Sameh Egyptson kritiserar också Gardell för hans val av Yusuf al-Qaradawi, Fahmi Huweidi, Mohamed Salim al-Awa och Rashid Ghannouchi som representanter för wasateyya. Alla är framstående ideologer för Muslimska Brödraskapet. Brödraskapet är enligt Egyptson en totalitär odemokratisk organisation och är långt från folkhemmet, socialdemokratin och kristdemokratin. Gardell beskriver i sin bok wasatteya som "folkhemsislamism", vilket Gardell liknar vid en politisk miljö som spänner mellan kristdemokraterna och "ett slags socialdemokrati, om än med moralkonservativa inslag".

## Politisk och religiös profil
Gardell är anarkist men föredrar numera att använda termen "frihetlig socialist", och han var under 1990-talet aktiv inom Antifascistisk aktion (AFA). Religiöst har han tidigare kallat sig hedning.
Gardell menade i en intervju år 2007 med Forskning & Framsteg att 11 september-attackerna av al-Qaida USA år 2001 inte hade något med islam utan menade att attackerna hade politiska orsaker och att det är fel att förklara attentaten med religion.
Gardell är en av initiativtagarna till och språkrör för den svenska föreningen Ship to Gaza. Ship to Gaza ingick i den internationella fartygskonvojen "Gaza Freedom Flotilla" som den 31 maj 2010 bordades av israelisk militär när den försökte bryta Israels blockad av Gazaremsan. Gardell befann sig ombord på det fartyg, MV Mavi Marmara, där tio turkiska aktivister dödades av israelisk militär sedan stridigheter utbrutit i samband med bordningen. Gardell skriver själv om Ship to Gaza i texten "Bortom offer och terrorist". Gardell deltog i Ship to Gaza år 2011 och 2012 ombord på M/V Estelle.
Gardell satt  i styrelsen för Charta 2008.
Gardell kritiserade år 2010 Uppsala universitet för att ha låtit konstnären Lars Vilks hålla en föreläsning om Islamism och yttrandefrihet. Gardell sade i en intervju i Upsala Nya Tidning: Det är beklämmande att Uppsala universitet, som ska vara en plats för kritiskt tänkande och skarpa hjärnor, ger Vilks en plattform. Men så gav också Uppsala antisemiter utrymme på 1930-talet.
År 2018 besökte Gardell de Muslimska Familjedagarna som arrangerades av det muslimska studieförbundet Ibn Rushd tillsammans med Sveriges Unga Muslimer för att deltaga i ett panelsamtal om antimuslimska hatbrott.

## Kritik
Gardell har vid flera tillfällen, både i sin roll som forskare och som debattör, varit föremål för kritik. Kritiker menar att han idealiserar islam och arabvärlden och har ägnat sig åt att bortförklara antisemitism bland muslimer. När hans doktorsavhandling Countdown to Armageddon, om Louis Farrakhan och Nation of Islam, publicerades 1996 fick den kritik av bland andra forskaren Henrik Bachner som menade att Gardell försökt förneka och bortförklara Farrakhans antisemitism.

## Utmärkelser
- 2003 – Kungliga Vitterhetsakademiens pris för förtjänstfull humanistisk forskning [källa behövs]
- 2009 – Jan Myrdals stora pris – Leninpriset[27]